# Пукеруа-Бей
Пукеруа-Бей (англ. Pukerua Bay, маори Puke Rua) — небольшой посёлок, пригород Порируа, располагающийся в 30 километрах к северу от Веллингтона. На языке маори Puke Rua означает два холма. Население Пукеруа-Бей составляет чуть более полутора тысяч человек, при этом на территории посёлка расположено 89 предприятий малого и среднего бизнеса, в основном связанного с туризмом. Пукеруа-Бей — родина новозеландского режиссёра Питера Джексона, известного по кинотрилогии Властелин Колец. Джексон снял в Пукеруа-Бей свой первый фильм «В плохом вкусе».